# Danny Lee Wynter
Danny Lee Wynter (Londra, 25 maggio 1982) è un attore e scrittore britannico.

## Biografia
Nato nel quartiere londinese di Barking in una famiglia di origini italiane, giamaicane e romaní, Danny Lee Wynter ha studiato all'Università del Middlesex e alla London Academy of Music and Dramatic Art. Nel 2007 ha fatto il suo esordio televisivo nel film TV Joe's Place, in cui ha recitato accanto a Maggie Smith e Michael Gambon.
Alle sporadiche apparizioni televisive, Wynter ha affiancato una prolifica carriera teatrale, che lo ha visto apprezzato interprete del repertorio classico e moderno. Nel 2008 ha interpretato il Fool di Re Lear per la regia di Dominic Dromgoole al Shakespeare's Globe, dove è tornato a recitare tre anni più tardi nell'Enrico IV, parte I e II accanto al Falstaff di Roger Allam.
Dopo aver recitato in teatri regionali di alto profilo e al Royal Court di Londra, nel 2013 è stato diretto da Mark Rylance in un nuovo allestimento di Molto rumore per nulla in scena all'Old Vic con Vanessa Redgrave e James Earl Jones. Successivamente ha continuato a recitare sulle scene, interpretando ruoli in opere di Jean Genet, Tennessee Williams, Alan Bennett, Simon Gray, Henrik Ibsen e Moliere. Particolarmente apprezzata è stata la sua interpretazione in The Normal Heart di Larry Kramer al National Theatre, per cui ha ricevuto una candidatura al Laurence Olivier Award al miglior attore non protagonista nel 2022.
Ha inoltre scritto numerosi articoli pubblicati da The Huffington Post, The Guardian e The Evening Standard, mentre dal 2017 al 2018 è stato colonnista di Attitude.
È dichiaratamente gay.

## Filmografia (parziale)

### Cinema
- Censor, regia di Prano Bailey-Bond (2021)

### Televisione
- Holby City - serie TV, 2 episodi (2009-2014)
- Luther - serie TV, 1x05 (2010)

## Teatro (parziale)
- Re Lear di William Shakespeare. Shakespeare's Globe di Londra (2008)
- L'avaro di Molière. Royal Exchange di Manchester (2009)
- Enrico IV, parte I e II di William Shakespeare. Shakespeare's Globe (2010)
- La notte di San Giovanni di Henrik Ibsen. Jeremy Street Theatre di Londra (2012)
- Molto rumore per nulla di William Shakespeare. Old Vic di Londra (2013)
- Lo zoo di vetro di Tennessee Williams. Nuffield theatre di Southampton (2015)
- Sorveglianza speciale di Jean Genet. Print Room di Londra (2016)
- Comus di John Milton. Sam Wanamaker Plyahouse di Londra (2016)
- Le serve di Jean Genet. Home Theatre di Manchester (2018)
- The Normal Heart di Larry Kramer. National Theatre di Londra (2021)